# Capitan (New Mexico)
Capitan ist eine Stadt im Lincoln County im US-Bundesstaat New Mexico in den Vereinigten Staaten mit 1443 Einwohnern (Stand: 2000).

## Geografie
Die Stadt liegt im Süden des Countys im mittleren Süden von New Mexico und hat eine Gesamtfläche von 8,3 km² ohne nennenswerte Wasserfläche.

## Geschichte
Das heutige Capitan ist seit 1884 besiedelt, war nach seinem ersten Einwohner aber bis 1900 unter dem Namen „Gray“ bekannt. Die Eisenbahngesellschaft El Paso and Northeastern Railroad baute eine Bahnlinie von Carrizozo zu den eine Meile westlich von Capitan gelegenen Kohleminen. Um 1905 ging der Bergbau dort aber zu Ende und Fischfang und Jagd wurden zur wichtigsten Einnahmequelle im Ort.
Im Frühjahr 1950 wagte sich ein junger Schwarzbär mit rauchendem Fell nach einem Waldbrand in die Stadt, den man in der Folge Smokey Bear nannte und der zum Maskottchen der Gegend wurde. Der Bär wurde in den Smithsonian National Zoological Park in Washington, D.C. gebracht, wo er die nächsten 26 Jahre lebte. Nach seinem Tod wurde er in Capitan beigesetzt. Nach ihm wurde der Smokey Bear Historical Park benannt und werden alljährlich am ersten Wochenende im Mai die Smokey Bear Days gefeiert.

## Demografische Daten
Nach der Volkszählung im Jahr 2000 lebten hier 1443 Menschen in 605 Haushalten und 416 Familien. Die Bevölkerungsdichte betrug 174,1 Einwohner pro km². Ethnisch betrachtet setzte sich die Bevölkerung zusammen aus 87,53 % weißer Bevölkerung, 0,55 % Afroamerikanern, 1,46 % amerikanischen Ureinwohnern, 0,55 % Asiaten und anderen Gruppen.
Von den 605 Haushalten hatten 26,40 % Kinder und Jugendliche unter 18 Jahre, die bei ihnen lebten. 56,00 % waren verheiratete, zusammenlebende Paare, 9,80 % waren allein erziehende Mütter und 31,20 % waren keine Familien, 27,40 % bestanden aus Singlehaushalten und in 10,40 % lebten Menschen im Alter von 65 Jahren oder darüber. Die Durchschnittshaushaltsgröße betrug 2,39 und die durchschnittliche Familiengröße lag bei 2,91 Personen.
Auf den gesamten Ort bezogen setzte sich die Bevölkerung zusammen aus 24,90 % Einwohnern unter 18 Jahren, 5,90 % zwischen 18 und 24 Jahren, 22,60 % zwischen 25 und 44 Jahren, 29,90 % zwischen 45 und 64 Jahren und 16,60 % waren 65 Jahre alt oder darüber. Das Durchschnittsalter betrug 42 Jahre. Auf 100 weibliche Personen kamen 97,4 männliche Personen. Auf 100 Frauen im Alter von 18 Jahren oder darüber kamen statistisch 93,4 Männer.
Das jährliche Durchschnittseinkommen eines Haushalts betrug 27.188 USD, das Durchschnittseinkommen der Familien betrug 32.115 USD. Männer hatten ein Durchschnittseinkommen von 23.500 USD, Frauen 16.902 USD. Das Prokopfeinkommen betrug 15.062 USD. 8,30 % der Familien und 13,00 % der Bevölkerung lebten unterhalb der Armutsgrenze.